# Gaspar de Dönhoff
Gaspar de Dönhoff (en alemany Kaspar von Dönhoff i en polonès Kacper Denhoff)
va néixer a Lublin (Polònia) l'1 d'octubre de 1587 i va morir a Varsòvia el 4 de gener de 1645. Era un noble polonès de la Casa de Dönhoff, fill de Gerard de Dönhoff (1554-1598) i de Margarida de Sweilfeln (1560-1622).
Va ser governador de la província de Dorpat de 1627 a 1634, governador de Sieradz de 1634 a 1645, a més de starosta de Wieluń, Lauenburg (Lębork), Radomsko, Bolesławiec, Sokal, Małoszyce, Sobowidze i Klonowo. Es va convertir en un cap militar i un dels homes de confiança del rei Segimon III Vasa, després de convertir-se al catolicisme, i un dels cortesans més poderosos i partidari de l'enfortiment del poder reial. Com a cortesà del rei Ladislau IV, va ser enviat a una missió diplomàtica per tal de proposar el matrimoni de l'arxiduquessa Cecília Renata d'Habsburg, filla de l'emperador Ferran II amb el rei polonès. La missió va ser un èxit, i Gaspar també va rebre títols de noblesa de l'emperador del Sacre Imperi Romanogermànic.
Gaspar de Dönhof va ser el primer membre de la seva família a formar part de l'elit governant de la Confederació de Polònia i Lituània, establint així les bases per a la fortuna de la seva família. Era, doncs, un home influent i ric, que va finançar diversos projectes de construcció sobretot a la província de Sieradz. Va ordenar la reconstrucció d'un castell medieval de Bolesławiec. Cap al 1630, va patrocinar la reforma del castell de Kruszyna en una barreja d'estils entre renaixentista i barroc, i que va convertir en la seva residència principal. Però, a més va fer-se construir un altre palau barroc a Ujazd, més a prop de la capital polonesa. Malgrat tenir diversos palaus, Gerard sovint residia en una modesta casa de fusta, prop de la residència reial, a Varsòvia.

## Matrimoni i fills
El 1615 es va casar amb Anna Alexandra Koniecpolska (1590-1651), filla d'Alexandre Koniecpolski (1555-1619) i d'Anna Scroczycka (1560-1619). El matrimoni va tenir quatre fills:
- Alexandre, mort el 1671.
- Estanislau, (1616-1653), casat amb Anna Eufemia de Radziwiłł (1628-1663).
- Zygmunt, (1621-1655), casat amb Anna Teresa Ossolińska, mort ael 1651.
- Anna (1621-1655), casada amb el comte Boguslau Leszczyński (1614-1659).